# Max Harmonist
Max Harmonist est un joueur d'échecs et un danseur de ballet professionnel prussien né le 10 février 1864 et mort le 16 octobre 1907.

## Carrière aux échecs
Harmonist finit 1er-4e au tournoi du Café Royal de Berlin en 1883, ex æquo avec Von Gottschall, Bertold Lasker et Emil Schallopp
. En 1884, il remporta le Hauptturnier (tournoi des non-maîtres) du congrès allemand d'échecs de Hambourg. En 1887, il remporta le tournoi jubilé du club de Berlin devant Theodor von Scheve, Horatio Caro, Berthold Lasker et Emil Schallopp. La même année, il finit dernier du Meisterturnier du congrès allemand de Francfort mais réussit à battre Joseph Henry Blackburne. En 1888, il finit 4e-5e du tournoi d'hiver de Berlin et quatrième (avec 5 points sur 10) du congrès de la fédération bavaroise à Nuremberg (ex æquo avec Louis Paulsen) remporté par Siegbert Tarrasch qu'il réussit à battre (1,5 à 0,5). Lors du congrès allemand de Breslau de 1889, il finit seizième sur dix-huit joueurs.
En match, il battit Crespi Pozzi 2,5 à 1,5 en 1888 à Berlin.